# Димитър Чостов
Димитър Василев Чостов е български революционер, деец на Вътрешната македоно-одринска революционна организация.

## Биография
Чостов е роден в 1883 година в костурското село Загоричани, тогава в Османската империя, днес в Гърция. В 1902 година влиза във ВМОРО, покръстен в Олища от Пандо Кляшев и Иван Попов. Пренася поща до комитетите в Пътеле, Върбени, както и оръжие от Лошница. Участва в Илинденско-Преображенското въстание през лятото на 1903 година с четите на Манол Розов и Михаил Николов, като взима участие в превземането на Клисура и в превземането на Невеска. След османското настъпление в Костурско, е в големия отряд от 700 души, който се изтегля на север през Леринско и Мариово. Участва в сражението при Пожарско, в което загива Манол Розов, и това при Чанище. След среща с члена на щаба на въстанието Борис Сарафов и Гьорче Петров им е наредено да се върнат в Костурско, тъй като въстанието се прекратява. На връщане при едно сражение Чостов попада в четите на Алексо Турунджов и Пандил Шишков и обикаля с тях Южно Леринско, като основна база им е Черкезкото езеро. През октомври, укрива оръжението си и се прибира в изгореното Загоричани.
След като Загоричани попада в Гърция в 1913 година, в 1924 година поради гръцки натиск Чостов емигрира в Свободна България. На 23 февруари 1943 година, като жител на Пловдив, подава молба за българска народна пенсия, която е одобрена и пенсията е отпусната от Министерския съвет на Царство България.